# 미스터로또
《미스터로또》은 TV조선에서 방영된 예능 텔레비전 프로그램이다.

## 기획 의도
"제가 당신의 로또가 되어드릴게요!!" <미스터트롯2>를 향한 팬들의 사랑에 보답하기 위해 트롯전사들이 나섰다! 노래로 황금 잭팟을 터트리는 역조공 음악쇼!

## 방송 시간
| 방송 채널 | 방송 기간                          | 방송 시간                                   | 비고 |
| --------- | ---------------------------------- | ------------------------------------------- | ---- |
| TV CHOSUN | 2023년 5월 11일 ~ 2023년 12월 14일 | 매주 목요일 밤 10시 ~ 금요일 새벽 12시 30분 |      |
| TV CHOSUN | 2023년 12월 29일 ~ 2024년 9월 20일 | 매주 금요일 밤 10시 ~ 토요일 새벽 12시 30분 |      |

## 출연진

### MC
- 김성주
- 붐

### TOP7
- 안성훈 (단장)
- 박지현 (1회 ~ 22회, 25회 ~ 66회)
- 진해성
- 나상도
- 최수호
- 진욱
- 박성온

### 황금기사단
- 박서진 (단장) (1회 ~ 48회, 50회 ~ 66회)
- 김용필 (1회 ~ 48회, 50회 ~ 66회)
- 재하 (1회 ~ 3회, 5회 ~ 8회, 10회 ~ 18회, 20회 ~ 22회, 24회, 26회 ~ 29회, 31회 ~ 34회, 38회, 41회 ~ 42회, 44회, 47회 ~ 48회, 51회, 54회 ~ 56회, 59회, 64회, 66회)
- 추혁진 (4회, 19회, 23회, 25회, 27회 ~ 29회, 31회, 35회 ~ 36회, 38회 ~ 41회, 45회, 48회, 50회 ~ 53회, 55회, 61회 ~ 63회, 65회 ~ 66회)
- 송민준 (37회, 39회 ~ 40회, 43회, 46회, 50회, 52회, 56회 ~ 57회, 60회, 65회 ~ 66회)

## 게스트

### Top7스페셜 용병
- 홍지윤 (23회)[1]
- 황민호 (24회)[2]

### 황금기사단 게스트
- 송민준, 윤준협, 추혁진, 황민호 (1회)
- 권영기, 김호중, 송가인, 나태주 (2회)
- 노지훈, 손빈아, 최우진, 정민찬 (3회)
- 설하윤, 윤수현, 은가은, 전유진 (4회)
- 진성, 알고보니 혼수상태, 현영, 박선주 (5회)
- 박상철, 박완규, 박구윤, 박건우 (6회)
- 송민준, 추혁진, 황민호, 고정우 (7회)
- 박군, 정형찬, 최현우, 윤대웅 (8회)
- 윤준협[3], 박건우, 성리, 성민, 한태이 (9회)
- 허경환, 김선근, 양지원, 하동근 (10회)
- 문희경, 김선경, 조혜련, 달수빈 (11회)
- 김현정, 홍경민, 채연, 천명훈 (12회)
- 송민준, 김승현, 슬리피, 육중완 (13회)
- 김연자, 김태연, 황민우, 이하준, 신수지 (14회)
- 황민호, 전유진, 김수찬, 소유미 (15회)
- 정인, 정동하, 김신의, 솔지 (16회)
- 추혁진, 사유리, 그렉, 로미나 (17회)
- 김원준, 영턱스클럽, 태사자, 김현정 (18회)
- 김경란, 김환, 공서영, 신아영 (19회)
- 김소현, 손준호, 홍지민, 김현숙 (20회)
- 조항조, 홍자, 설하윤, 송민준, 장송호 (21회)
- 김윤혁[4], 임주리[5], 추혁진, 배영초[6] (22회)
- 금잔디, 김의영, 영지, 정미애 (23회)
- 이용식, 황민우, 류지광, 마커스 강 (24회)
- 이현경, 민영기, 이현영, 강성진 (25회)
- 김동현, 박장현, 이병찬, 서지유 (26회)
- 김태연, 황민호, 송도현 (27회)
- a팀: 안성훈, 최수호, 진욱, 박성온, 이정율[7], 최종태[8], 전효린[9], 김해양[10] (28회)
- b팀: 박지현, 진해성, 나상도, 박서진, 김용필, 재하, 추혁진, 황민호 (28회)
- 태진아, 박광현, 신인선, 한태이 (29회)
- 팀: 박서진&김용임, 박지현&양지은, 안성훈&정다경, 진해성&한혜진, 김용필&김민희, 나상도&박성온, 최수호&진욱 (30회)
- 조빈, 박성광, 고유진 (31회)
- 김소연, 이수연, 양송희, 조수빈 (32회)
- 이동준, 고강민, 모태범, 박건우 (33회)
- 강진, 신승태, 노지훈, 임찬 (34회)
- 한수정, 신수지, 진혜언, 채수현 (35회)
- 김원효, 심진화, 강재준, 이은형 (36회)
- 양서윤, 이하린, 방서희, 수빙수 (37회)
- 양준혁, 김수현, 조준호, 조준현 (38회)
- 화연, 고아인, 한여름 (39회)
- 김나율, 복지은, 천가연 (40회)
- 김해준, 권영기, 홍윤화 (41회)
- 이동준, 일민[11], 이용식, 원혁, 이수민[12] (42회)
- 송도현, 곽지은, 윤서령 (43회)
- 정형석, 윤택, 이승윤, 한태웅 (44회)
- 최향, 송자영, 풍금, 염유리 (45회)
- 김혜란[13], 장혜원[14], 송태영[15], 김유미[16] (46회)
- 김태연, 황민호, 방서희, 이수연 (47회)
- 황민호, 채연, 양지은 (48회)
- 정서주, 배아현, 오유진, 미스김, 나영, 김소연, 정슬 (49회)
- 김영옥, 이상호, 이상민, 안소미 (50회)
- 심현섭, 풍금, 김수찬 (51회)
- 전원주, 박상우, 박세욱 (52회)
- 우연이, 서지오, 이대원, 윤준협 (53회)
- 박남정, 은가은 (54회)
- 김해양[17], 전효린[18], 최종태[19], 임주리[20] (55회)
- 정수라, 알고보니 혼수상태, 박구윤 (56회)
- 이지훈, 김용임 (57회)
- 김연자 (YJ엔터 대표), 홍지윤, 박건우, 하동근 (58회)
- 고정우, 문희경, 서지오, 조혜련 (59회)
- 진성, 한혜진 (60회)
- 알리, 정동하 (61회)
- 송대관, 홍지민 (62회)
- 임하룡, 홍경민 (63회)
- 박현빈, 손빈아 (64회)
- 영탁 (65회)
- 양지은, 황민호 (66회)

## 편성 변경 및 결방 사유
2023년
- 9월 21일 : 2022 항저우 아시안 게임 남자 축구 E조 조별리그 1차전 대한민국 VS 태국 중계방송으로 인한 결방.
- 9월 28일 : 추석 특집 콘서트 '그레이트 김호중' 편성으로 인한 결방.
- 10월 5일 : 2022 항저우 아시안 게임 중계방송으로 인한 결방.
- 11월 16일 : 2026 북중미 월드컵 아시아 2차예선 대한민국 VS 싱가포르 중계방송으로 인한 결방.
- 12월 21일 : 미스트롯3 첫방송 편성 및 포맷 재정비로 인한 결방.

2024년
- 9월 13일 : 예능 프로그램 '진심누나' 편성으로 인한 결방.